# Pabianice (Landgemeinde)
Die gmina wiejska Pabianice [pabʲa'ɲiʦɛ] ist eine selbständige Landgemeinde in Polen im Powiat Pabianice in der Woiwodschaft Łódź. Ihr Sitz befindet sich in der Stadt Pabianice (deutsch Pabianitz). Die Landgemeinde, zu der die Stadt Pabianice selbst nicht gehört, hat eine Fläche von 87,7 km², auf der (Stand: 31. Dezember 2020) 7770 Menschen leben.

## Geographie
Die Landgemeinde liegt 15 Kilometer südwestlich von Łódź. 72 % des Gemeindegebiets werden landwirtschaftlich genutzt, 16 % sind mit Wald bedeckt.

## Geschichte
Bis 1954 hieß die Landgemeinde Górka Pabianicka. Von 1975 bis 1998 gehörte die Landgemeinde zur kleiner zugeschnittenen Woiwodschaft Łódź (1975–1998).

## Gemeindegliederung
Die Landgemeinde Pabianice besteht aus folgenden 18 Ortschaften mit Schulzenämtern:
Bychlew
Gorzew
Górka Pabianicka
Hermanów
Jadwinin
Janowice
Konin
Kudrowice
Pawlikowice
Petrykozy
Piątkowisko
Rydzyny
Szynkielew
Świątniki
Terenin
Wola Żytowska
Żytowice
Weitere Ortschaften der Gemeinde sind Huta Janowska, Majówka, Okołowice, Osiedle Petrykozy, Porszewice, Władysławów und Wysieradz.